# Пессегейру (Пампильоза-да-Серра)
Пессегейру (порт. Pessegueiro) — район (фрегезия) в Португалии, входит в округ Коимбра. Является составной частью муниципалитета Пампильоза-да-Серра. По старому административному делению входил в провинцию Бейра-Байша. Входит в экономико-статистический субрегион Пиньял-Интериор-Норте, который входит в Центральный регион. Население составляет 218 человек на 2001 год. Занимает площадь 31,91 км².